# Tupungato (vulkan)
Tupungato (spanska Cerro Tupungato) är en vulkan på gränsen mellan Argentina och Chile. Det ligger i den södra delen av Chile. Toppen på Tupungato är 6 570 meter över havet.
Cerro Tupungato är den högsta punkten i trakten.
Trakten runt Tupungato är ofruktbar med lite eller ingen växtlighet.